# Kościół św. Marii Magdaleny w Dąbrowie Górniczej
Kościół Świętej Marii Magdaleny – rzymskokatolicki kościół parafialny należący do dekanatu dąbrowskiego – Najświętszego Serca Pana Jezusa w diecezji sosnowieckiej. Znajduje się w Ząbkowicach – dzielnicy Dąbrowy Górniczej.
Budowa świątyni została rozpoczęta dzięki staraniom parafian i księdza Ireneusza Kajdasa w 1987 roku, natomiast została ukończona przez księdza Marcelego Magotta. Kościół został uroczyście poświęcony (konsekrowany) w dniu 10 października 2010 roku przez biskupa sosnowieckiego Grzegorza Kaszaka.
Do elementów wyposażenia wnętrza budowli należą witraże, wykonane w latach 2003-2005, na których są przedstawione stacje Drogi Krzyżowej oraz rozeta z wizerunkami Czterech Ewangelistów.